# لاسلو بلاک
لاسلو بلاک (به مجاری: Bellák László) (زادهٔ ۱۹۱۱ – درگذشتهٔ ۲۰۰۶) یک بازیکن تنیس روی میز اهل مجارستان بود.
وی در مسابقات کشوری و بین‌المللی در مجموع برندهٔ ۷ مدال طلا، ۹ مدال نقره، و ۶ مدال برنز شد.